# Rochelia rectipes
Rochelia rectipes är en strävbladig växtart som beskrevs av John Ellerton Stocks. Rochelia rectipes ingår i släktet Rochelia och familjen strävbladiga växter. Inga underarter finns listade i Catalogue of Life.